# لی دونگ-هوی
لی دونگ-هوی (کره‌ای: 이동휘؛ زادهٔ ۲۲ ژوئیه ۱۹۸۵) بازیگر اهل کره جنوبی است. او با ایفای نقش در مجموعهٔ تلویزیونی محبوب پاسخ به ۱۹۸۸ شناخته شد. پس از بازی نقش‌های مکمل در فیلم‌های پر فروش باکس آفیس، کنیز (۲۰۱۶)، مأموریت محرمانه (۲۰۱۷) و محاکمه مجدد (۲۰۱۷)، او در فیلم شغل پرخطر (۲۰۱۹)، دومین فیلم پرفروش تاریخ سینمای کره جنوبی، بازی کرد.

## زندگی شخصی
لی از سال ۲۰۱۶ با هویون جونگ در رابطه بوده‌است.
او بخشی از یک گروه دوستانهٔ سلبریتی، معروف به بی‌وای‌اچ۴۸ است که شامل سوهو از اکسو، ریو جون-یول، بیون یو-هان، جی سو و دیگران است. نام این گروه توسط طرفدارانشان ساخته شده‌است، که بی‌وای‌اچ اشاره به بیون یو-هان - لیدر این گروه - دارد و ۴۸، تقلیدی از نام گروه آیدل ژاپنی ای‌کی‌بی۴۸ است.

## فیلم‌شناسی

### فیلم
| سال  | عنوان                                       | نقش                   | توضیحات         |
| ---- | ------------------------------------------- | --------------------- | --------------- |
| ۲۰۱۳ | دویدن به سمت جنوب                           | عضو کافه ۱            |                 |
| ۲۰۱۳ | چشمان سرد                                   | پاروت                 |                 |
| ۲۰۱۳ | ملکه شب                                     | کارمند مرد ۱          |                 |
| ۲۰۱۳ | راه بازگشت به خانه                          | گوانگ-شیک             |                 |
| ۲۰۱۴ | حیوان                                       | سو-یونگ               |                 |
| ۲۰۱۴ | اشکی برای مرده‌ها نیست                       | مهندس خودروی الکتریکی |                 |
| ۲۰۱۴ | تازا: کارت پنهان                            | Worth                 |                 |
| ۲۰۱۴ | پادشاه مد                                   | مرد ۲                 |                 |
| ۲۰۱۵ | زیبای درون                                  | سانگ-بک               |                 |
| ۲۰۱۵ | کهنه‌سرباز                                   | یون هونگ-ریول         |                 |
| ۲۰۱۵ | صدای یک گل                                  | چیل-سونگ              |                 |
| ۲۰۱۶ | کنیز                                        | آقای گو               |                 |
| ۲۰۱۶ | لاک کی                                      | مین-سوک               | حضور افتخاری    |
| ۲۰۱۷ | مأموریت محرمانه                             | پارک میونگ-هو         |                 |
| ۲۰۱۷ | یک خط                                       | مدیر ارشد سونگ        |                 |
| ۲۰۱۷ | محاکمه مجدد                                 | مو چانگ-هوان          |                 |
| ۲۰۱۷ | برادران                                     | لی جو-بونگ            |                 |
| ۲۰۱۹ | شغل پرخطر                                   | یونگ-هو               |                 |
| ۲۰۱۹ | اولین مشتری من                              | جونگ-یوب              |                 |
| ۲۰۱۹ | خروج                                        | پلیس مرکزی ۱          | حضور افتخاری    |
| ۲۰۲۰ | یه جایی بین                                 | گی-ته                 |                 |
| ۲۰۲۰ | تماس                                        | بک مین-هیون           | فیلم نتفلیکس    |
| ۲۰۲۱ | بلوز سال نو                                 | یونگ-چان              |                 |
| ۲۰۲۱ | آن‌فریمد – خوشحالی غم‌انگیز                   |                       | فیلم کوتاه واچا |
| ن/م  | مردی که چپ را می‌بیند، زنی که راست را می‌بیند | جون-هو                | [ ۷ ]           |

### مجموعه تلویزیونی
| سال       | عنوان                          | نقش                           | شبکه    |
| --------- | ------------------------------ | ----------------------------- | ------- |
| ۲۰۱۴      | تفنگدار در چوسان               | هان جونگ-هون                  | کی‌بی‌اس۲ |
| ۲۰۱۵      | عاشق شدن وکیل خانوادگی         | لی کیونگ                      | اس‌بی‌اس  |
| ۲۰۱۵–۲۰۱۶ | پاسخ به ۱۹۸۸                   | ریو دونگ-ریونگ                | تی‌وی‌ان  |
| ۲۰۱۶      | معلم قرمز (درامای ویژه کی‌بی‌اس) | کیم ته-نام                    | کی‌بی‌اس۲ |
| ۲۰۱۶      | همراهان                        | گو-بوک (لاکپشت)               | تی‌وی‌ان  |
| ۲۰۱۷      | دفتر درخشنده                   | دو کی-تک                      | ام‌بی‌سی  |
| ۲۰۱۹      | فروشگاه پگاسوس                 | مون سوک-گو                    | تی‌وی‌ان  |
| ۲۰۲۰      | اس‌اف۸                          | جونگ گا-رام (قسمت: «Manxinl») | ام‌بی‌سی  |
| ۲۰۲۲      | گلیچ                           | لی شی-کوک                     | نتفلیکس |

### برنامه‌های اینترنتی
| سال  | عنوان        | شبکه    | نقش    | منابع |
| ---- | ------------ | ------- | ------ | ----- |
| ۲۰۲۱ | برچسب نارنجی | ناور نَو | میزبان | [ ۹ ] |

### موزیک ویدئوها
| سال  | نام آهنگ                      | هنرمند       | منابع  |
| ---- | ----------------------------- | ------------ | ------ |
| ۲۰۲۱ | «سرگرمی» (Hobby)              | پارک جه-جونگ | [ ۱۰ ] |
| ۲۰۲۱ | «امروز آفتابیه» (Sunny Today) | کی‌سی‌ام       | [ ۱۱ ] |

## ترانه‌شناسی

### تک‌آهنگ‌ها
| عنوان                                                                              | سال  | آلبوم             |
| ---------------------------------------------------------------------------------- | ---- | ----------------- |
| «سفر به اتلانتیس» (Journey To Atlantis; 상상더하기) همراه ام‌اس‌جی وانابه            | ۲۰۲۱ |                   |
| «استعفا» (Resignation; 체념) همراه کیم جونگ-مین، سایمون دومینیک، لی سانگ-یی        | ۲۰۲۱ |                   |
| «فقط تو» (Only You; 나를 아는 사람) همراه کیم جونگ-مین، سایمون دومینیک، لی سانگ-یی | ۲۰۲۱ |                   |
| «دوست دارم» (I Love You; 난 너를 사랑해) همراه ام‌اس‌جی وانابه                       | ۲۰۲۱ |                   |
| «سرتو بالا بگیر» (Keep your head up; 네가 아는 너)                                 | ۲۰۲۱ | تک‌آهنگ بدون آلبوم |

## جوایز و نامزدی‌ها
| سال  | مراسم جوایز                             | دسته                                                    | اثر نامزد شده                  | نتیجه    | منابع  |
| ---- | --------------------------------------- | ------------------------------------------------------- | ------------------------------ | -------- | ------ |
| ۲۰۱۶ | این‌استایل استار آیکن                    | جایزه بازیگر مرد نسل جدید                               | پاسخ به ۱۹۸۸، صدای یک گل       | نامزدشده |        |
| ۲۰۱۶ | هشتمی استایل آیکن آسیا                  | Awesome Swagger                                         | —                              | برنده    |        |
| ۲۰۱۶ | یازدهمین جوایز مکس مووی                 | بهترین بازیگر نقش مکمل مرد                              | زیبای درون                     | نامزدشده |        |
| ۲۰۱۶ | پنجاه و دومین جوایز هنری بکسانگ         | بهترین بازیگر تازه‌کار مرد (تلویزیون)                    | پاسخ به ۱۹۸۸                   | نامزدشده |        |
| ۲۰۱۶ | نهمین جوایز درامای کره                  | بهترین بازیگر تازه‌کار مرد                               | پاسخ به ۱۹۸۸                   | نامزدشده |        |
| ۲۰۱۶ | اولین جوایز تی‌وی‌ان۱۰                    | جایزه صحنه دزد، بازیگر مرد                              | پاسخ به ۱۹۸۸                   | نامزدشده |        |
| ۲۰۱۶ | شانزدهمین جشنوارهٔ جهانی فیلم جوانان کره | جایزه تازه‌کار                                           | پاسخ به ۱۹۸۸                   | برنده    |        |
| ۲۰۱۶ | سی‌امین جوایز درامای کی‌بی‌اس              | بهترین بازیگر نقش اول مرد در یک درام تک پرده/ویژه/کوتاه | درامای ویژه کی‌بی‌اس – معلم قرمز | برنده    |        |
| ۲۰۱۶ | دومین جوایز فشنیستا                     | بهترین فشنیستا                                          | —                              | نامزدشده | [ ۱۳ ] |
| ۲۰۱۷ | ششمین جوایز تاپ استار کره               | جایزه ستارهٔ محبوب                                       | برادران                        | برنده    |        |
| ۲۰۲۱ | هشتمین جوایز فیلم گل وحشی               | بهترین بازیگر نقش اول مرد                               | چیزی در بین                    | نامزدشده | [ ۱۴ ] |